# Dude (película)
Dude es una película estadounidense de comedia dramática dirigida por Olivia Milch. La película está protagonizada por Lucy Hale, Kathryn Prescott, Alexandra Shipp, Awkwafina, Austin Butler y Michaela Watkins.
Fue estrenada el 20 de abril de 2018, por Netflix.

## Reparto
- Lucy Hale como Lily
- Kathryn Prescott como Chloe Daniels
- Alexandra Shipp como Amelia
- Awkwafina como Rebecca
- Alex Wolff como Noah
- Brooke Smith como Lorraine Daniels
- Jerry MacKinnon como Sam
- Ronen Rubinstein como Mike
- Satya Bhabha como Immanuel Bemis
- Sydney Lucas como Olivia
- Nora Dunn como Rosa
- Ian Gomez como Jerry
- Colton Dunn como Officer Higgins
- Austin Abrams como James
- Austin Butler como Thomas Daniels
- Michaela Watkins como Jill
- Jack McBrayer como Guy
- Sasha Spielberg como Carrie
- Claudia Doumit como Jessica
- Artemis Pebdani como Sapphire
- Esther Povitsky como Alicia
- Stony Blyden como Stony

## Producción
El 2 de noviembre de 2015, se anunció que Olivia Milch haría su debut como directora con la película de comedia Dude basada en su propio guion, con Lucy Hale enlistada para protagonizar la película. El guion apareció en la lista negra de 2013 de los mejores guiones inéditos. Heather Rae, Langley Perer, Jimmy Miller, Andrew Duncan y Jen Isaacson producirían la película. Ese mismo mes, Kathryn Prescott, Alexandra Shipp, Awkwafina, Alex Wolff, Satya Bhabha, Ronen Rubinstein y Austin Butler se unieron al elenco de la película. En diciembre de 2015, Austin Abrams y Jerry McKinnon se incorporaron al reparto de la película.

### Rodaje
La fotografía principal de la película comenzó el 30 de noviembre de 2015 en Los Ángeles.

## Estreno
En mayo de 2017, Netflix adquirió los derechos de distribución de la película. Fue estrenada el 20 de abril de 2018.